# Abanto de Yuso
Abanto de Yuso es una entidad de población española del municipio de Abanto y Ciérvana, perteneciente a la provincia de Vizcaya, en la comunidad autónoma del País Vasco.

## Historia
Hacia mediados del siglo XIX, el lugar pertenecía a los Cuatro Concejos del Valle de Somorrostro. Aparece descrito en el primer volumen del Diccionario geográfico-estadístico-histórico de España y sus posesiones de Ultramar de Pascual Madoz con las siguientes palabras:

ABANTO DE YUSO: l. en la prov. de Vizcaya, dióc. de Santander, part. jud. de Balmaseda y uno de los que forman el denominado Cuatro Concejos en el valle de Somorrostro; tiene igl. parr. (S. Pedro), servida por dos beneficiados que nombra el Rey; hay tres ermitas, la Trinidad, Sta. Lucia y S. Lorenzo; sus prod., ind., riqueza, pobl. (V. Cuatro Concejos.)
(Madoz, 1845, p. 40)

En 2023, la entidad colectiva de población de Abanto de Yuso, ahora perteneciente al municipio de Abanto y Ciérvana, tenía empadronados 4437 habitantes.